# Les Gloutonnes
 Pour plus de détails, voir Fiche technique et Distribution
Les Gloutonnes, également connu sous le titre Les Exploits Érotiques de Maciste dans l'Atlantide est un film érotico-pornographique français réalisé par Jesús Franco et sorti en 1975.
Sans être vraiment une suite, le film est tourné la même année qu'un autre film érotique de Franco avec les mêmes acteurs, Maciste contre la reine des Amazones.

## Fiche technique
- Titre français : Les Gloutonnes[1] ou Les Exploits Érotiques de Maciste dans l'Atlantide
- Réalisateur : Jesús Franco (sous le nom de « Clifford Brown »)
- Scénario : Jesús Franco
- Photographie : Gérard Brissaud, Antonio Millán
- Montage : Gérard Kikoïne
- Musique : Robert Viger
- Production : Robert de Nesle
- Société de production : Comptoir Français du Film
- Pays de production :  France
- Langue originale : français
- Format : couleurs par Eastmancolor - Son mono - 35 mm
- Durée : 87 minutes
- Genre : film pornographique, film érotique
- Dates de sortie :
  - France : 5 février 1975

## Distribution
- Wal Davis : Maciste
- Alice Arno : Rose, reine des Atlantes
- Robert Woods : Caronte
- Montserrat Prous : Marie
- Lina Romay : Alba
- Chantal Broquet : Purpure
- Kali Hansa : Parka
- Howard Vernon : Cagliostro
- Roger Sarbib
- Richard Bigotini : Bigotini, le serviteur de Cagliostro
- Caroline Rivière : une Atlante avec Bigotini
- Pamela Stanford : une Atlante avec Bigotini

## Accueil critique
Le film est généralement éreinté par les critiques. Le site maniaco-deprebis commente le « néant pelliculaire » du film où « l'interprétation est comme d'accoutumée inexistante » et où de « longues scènes érotiques qui flirtent pour certaines avec le porno soft » atteignent des sommets de « vulgarité charnelle et [d]'anti-érotisme ».